# البرنامج (برنامج تلفزيوني)
البرنامج هو برنامج اسبوعي ساخر مثير للجدل  كان يقدمه باسم يوسف على قناة إم بي سي مصر وسي بي سي وأون تي في. بدأ باسم يوسف برنامج كفيديوهات لأول مرة في أبريل 2011م على يوتيوب، ثم تحول إلى برنامج على قناة ONTV ثم انتقل إلى قناة CBC عام 2012م حتى تم إيقاف البرنامج في 2013م، ثم انتقل إلى قناة إم بي سي مصر وعاد للبث ابتداءً من 7 فبراير 2014 على شاشة إم بي سي مصر، وفي تاريخ 2 يونيو 2014ك تم إعلان نهاية برنامج البرنامج بشكل نهائي في مؤتمر صحفي قام به باسم يوسف وتم بثه على موقع اليوتيوب.

## الفكرة والبرنامج
باسم يوسف الذي مهنته طبيب جراح في الولايات المتحدة الأمريكية منذ عدة سنوات. بعد زيارة لهُ إلى مصر حين وقعت أحداث ثورة 25 يناير وكان أحد الأطباء الميدانيين المتطوعيين في ميدان التحرير لإسعاف المصابيين قد شهد العديد من القصص البطولية والتراجيدية المؤثرة. مما أصابه بالاندهاش حينما وجد الكم من الهجوم من بعض المشاهير على الثوار في الميدان فدفعه ذلك هو وزملائه وكان أحدهم وهو محمد خليفة وهو مخرج ومونتير في تقديم حلقات ساخرة تحت اسم «باسم يوسف شو» على موقع يوتيوب للرد بشكل ساخر على هؤلاء. 

وبعد تقديم بعض الحلقات تخطت نسب المشاهدة المليون مشاهدة، واستمر تقديم العرض لمدة 3 شهور حتى قرر باسم التعاقد مع قناة أون تي في لتحويل العرض إلى برنامج إسبوعي يذاع في التلفاز.
أنتجت حلقات تلفزيونية عن البرنامج وكان أولها في شهر أبريل من عام 2011م تبدأ في البث الساعة العاشرة مساء على قناة دريم الفضائية. وبعدها ظهر كضيف في العديد من المحطات العالمية منها بي بي سي وسي إن إن والجزيرة.

## المواسم

### الموسم الأول
حصل على عرض لتقديم برنامج على قناة أون تي في. وأذيعت أول حلقة تحت المسمى الجديد في أغسطس 2011م واستمر الموسم لمدة عام كامل ثم قرر باسم يوسف إنهاء تعاقده مع القناة نظرا لرغبته في تقديم البرنامج بجمهور حقيقي كمثل برنامج دايلي شو لجون ستيوارت. ونجح في التعاقد مع قنوات سي بي سي لتقديم الموسم الثاني التي قامت بالإعداد لهُ وتجديد مسرح راديو بوسط البلد وتمت إذاعة أولى الحلقات في شهر نوفمبر من عام 2012م.

اعلان البرنامج للموسم الأول

### الموسم الثانى
تعاقد باسم يوسف مع قناة CBC الفضائية لتقديم برنامج البرنامج الموسم الثاني ولكن بشكل مختلف وعلى وتيرة جون ستيوارت حيث يذاع البرنامج في مسرح راديو القاهرة بوسط البلد في وجود جمهور، ومن الجدير بالذكر أن مسرح سينما راديو كان قد صمم لكي يماثل مسرح راديو سيتي بولاية نيويورك في الولايات المتحدة الأمريكية. البرنامج متنوع في فقراته حيث يبدأ بملاحظات باسم الساخرة على الأحداث الجارية ثم يستضيف شخصيات عامة ونجوم من مختلف المجالات والتيارات وتنتهي الحلقة بالضحك والترفيه من خلال مواهب فنية مختلفة في كل حلقة. ونشر البرنامج مرة واحدة في الإسبوع كل يوم جمعة.

### الموسم الثالث
أعلن باسم يوسف عبر حسابهِ على تويتر عن استكمال عرض برنامج «البرنامج». ونشرت الحلقة الأولى في موسم ثالث على قناة سي بي سي يوم الجمعة 25 أكتوبر 2013م. وأعلنت قناة 'سي بي سي' مساء اليوم الجمعة إيقاف برنامج 'البرنامج' الذي يقدمه الإعلامي الساخر باسم يوسف لعدم التزامه بـ'السياسة التحريرية للقناة'، ولوجود مشاكل تجارية. وأضاف مجلس إدارة القناة في بيان أذاعه الإعلامي خيري رمضان أنها فور استلامها شريط الحلقة الثانية في الموسم الجديد من البرنامج فوجئت بعدم ملائمة المحتوى الإعلامي للحلقة بسياسة القناة التحريرية التي سبق أن أعلنت عنها في بيانها السابق. وأضافت أن ما سبق يعني إصرار فريق الإنتاج على مخالفة هذه السياسة، فضلا عن مخالفتهِ لتسليم عدد معين من الحلقات متفق عليها وسبق أن حصل فريق العمل على مستحقاتها كاملة.

### الموسم الرابع

إعلان برنامج البرنامج؟ الموسم الرابع على إم بي سي مصر

أعلنت صحيفة الفجر نيوز أن باسم يوسف قد ينتقل إلى إم بي سي بعد مقابلته بـ علي جابر.
وبالفعل انتقل باسم يوسف إلي قناة إم بي سي مصر وعرضت أولى الحلقات من الموسم في 7 فبراير 2014م.

## نهاية البرنامج
بعد توقف دام أكثر من شهر وبعد تكهنات عديدة عن مصير البرنامج في وسائل الإعلام المختلفة، ظهر باسم يوسف في 2 يونيو 2014م في مؤتمر صحفي عقد على مسرح البرنامج ليحسم المسألة ويعلن إلغاء البرنامج بشكل نهائي وإلى أجل غير مسمى بعدما تعرض البرنامج وفريقه لضغوط أكبر من ان تحتمل كما أشار باسم يوسف أنه سئم التنقل بين القنوات وإيقاف البرنامج في كل مرة، مشيراً إلى أنه يرفض تصوير البرنامج خارج مصر أو أن يغيّر البرنامج توجهه ليحابي أي جهة معينة.
تم ترشيح برنامج «البرنامج؟» كأفضل برنامج في عام 2013م من قبل موقع اليوتيوب، وكان موقع يوتيوب قد أعلن أنه سيكرّم برنامج «البرنامج؟» بعدما تجاوز عدد مشتركيه على الموقع مليون مشترك، وسيحصل البرنامج على درع تذكاري على شكل رمز تشغيل الفيديو مطليّ بالذهب.

## نقد
خلال فترة عرضه وفي السنوات التي سبقت الإنقلاب العسكري المصري عام 2013م، احتل برنامج «البرنامج» موقعاً مركزياً في المشهد الإعلامي كمصدر للسخرية السياسية والجدل. فقد اعتُبر أن البرنامج قد لعب دورًا بارزًا في التحريض على الانقلاب العسكري عام 2013م وتمهيد الطريق له ضد أول حكومة مدنية مُنتخبة ديمقراطيًا في البلاد، ودعم حملة القمع والمجازر وقتل المتظاهرين التي أعقبته. وأيد البرنامج حملة القمع الإعلامي التي تلت ذلك، والتي شملت اعتقال العديد من الإعلاميين، على الرغم من أن الجيش نفذ هذه الاعتقالات دون مراعاة للإجراءات القانونية الواجبة.
احتفل البرنامج بشكل ملحوظ بالانقلاب وتداعياته من خلال فقرة غنائية ورقصية ساخرة على أنغام أغنية «كان عند الجد ماكدونالد مزرعة» بعد فترة وجيزة من عمليات القتل الجماعية والاعتقالات الواسعة. قلل العرض من شأن قمع الجيش الوحشي والعنيف للاعتصامات ومعارضة الانقلاب، واصفًا حكومة مرسي والإخوان المسلمين بأنهما تهديد «إرهابي» للشعب المصري. بالإضافة إلى ذلك، غالبًا ما وُصف أي شخص عارض الانقلاب بأنه «غير مصري» أو «أخوان»، مما زاد من تعميق الاستقطاب وتهميش الأصوات المعارضة. جاء هذا بعد حملة استمرت عامًا على البرنامج اعتبرها الكثيرون أنها ساهمت في شيطنة جماعة الإخوان المسلمين وتجريد أعضائها من الإنسانية (مثل مصطلح خرفان الذي تم استخدامه بكثافة). تلا الانقلاب موجة عنف واسعة شملت قتل المدنيين والاعتقالات التعسفية والتعذيب. كما دأب البرنامج على وصف الانقلاب العسكري بأنه «ثورة»، وهو إطار يتماشى مع وجهة نظر قادة الانقلاب مما ساهم في شرعنته.
ومن الجوانب المثيرة للجدل الأخرى في تغطية البرنامج دوره المزعوم في تجريد معارضي الانقلاب من إنسانيتهم وتشويه سمعتهم  والانخراط في خطاب لوم الضحية. فقد شوه البرنامج صورة المصريين العاديين الذين دعموا حكومة مرسي، واصفًا إياهم بأنهم ومواطنين أقل شأنًا، أو أعداء داخليين. دعم البرنامج حركةً معاديةً للديمقراطية والليبرالية لإقصاء الإسلاميين عن الحياة العامة، وفي نهاية المطاف للإطاحة بحكومة مرسي واستبدالها بحكومة عسكرية. وزّع البرنامج عرائض حركة تمرد على الجمهور الحاضر خلال البث، داعيًا إلى الإطاحة بالحكومة المنتخبة ديمقراطيًا.
كما ساهم البرنامج في نشر نظريات المؤامرة، بما في ذلك مزاعم بأن قطر «تشتري» مصر وأن حكومة مرسي «تبيع» الأهرامات وقناة السويس وأجزاءً من البلاد. وقد برز هذا بشكل بارز في أغنية ساخرة على البرنامج بعنوان «قطري حبيبتي»، سخرت من نفوذ قطر المزعوم وسيطرتها الاقتصادية المُتصورة على مصر.
بالإضافة إلى ذلك، استخدام البرنامج «الاقتباس خارج السياق» و«الذنب بالأرتباط»  عبر انتقاء المقولات المبتورة من سياقاتها أو نسبها إلى جهات لا تمثلها، حيث تم توظيف تصريحات أفراد عاديين أو شخصيات مغمورة وإِبرازها وكأنها تُعبر عن مواقف رسمية لجماعات أو أحزاب معينة قد لا ينتمي لها تلك الأفراد بالأساس، مما أسهم في خلق انطباعات مُضللة وتبرير الحملة القمعية التي استهدفت المعارضين، وقدمت غطاءً لدعم إجراءات الجيش، بما في ذلك حملة القمع اللاحقة للمعارضة والعنف الذي أعقبها، مثل مذبحة رابعة، الأكبر في تاريخ مصر الحديث.